# Léon Flameng
Léon Flameng (n. 30 aprilie 1877, Paris, Île-de-France, Franța – d. 2 ianuarie 1917, Ève, Picardie⁠(d), Franța) a fost un ciclist francez, medaliat olimpic. A participat la o ediție a Jocurilor Olimpice (1896) în care a câștigat o medalie de aur, o medalie de argint și o medalie de bronz.